# 东兴中学 (龙井)

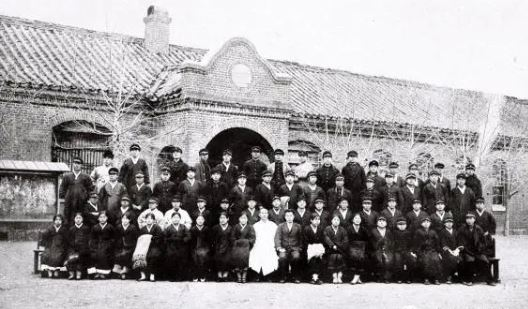
龙井东兴中学

东兴中学（中国朝鲜语：／）创办于1921年，是吉林省延边朝鲜族自治州龙井市第三中学的前身。1920年代，东兴中学是延边地区新文化运动和反日运动的策源地之一。

## 历史
1921年4月5日，朝鲜独立运动志士，天道教教徒崔翊龙在天道教会的资助下，以宗理院的名义在龙井创办东兴小学，并设中学讲习班。同年10月1日，讲习班升格为东兴中学，原东兴小学改为东兴中学附属小学。1923年9月29日，有3个教室的新校舍竣工（今龙井第三中学校址）。学校起初有3名教师，4个班，113名学生，开设朝鲜语、数学、物理，化学、英语、地理、历史、汉文、天道教义等课程。:172-173:614:35-36
东兴中学创办后，大量朝鲜共产主义者和进步青年来此结社，主张打破宗教迷信和封建专制，倡导科学与民主，传播马列主义思想。1924年7月，林启学等主张“教育和宗教分离，反对教育隶属于宗教”的教师成立“教师团”，与天道教会交涉接管学校。同年8月11日，“教师团”联合社会力量以“学校创立者工会”的名义接管了东兴中学。与天道教分离后，学校开始实行男女同读，免试，民主选举班长和学生代表等民主制度。同年，学校规模已经扩大到9名教师402名学生，共9个班。1926年8月，朝鲜共产党在龙井成立朝共东满区委员会，设9个区16个支部，其中2个支部设在东兴中学。:174-176:615
脱离天道教后，东兴中学的财务问题变得愈发严重。为解决教学经费问题，学校派金洪善、韩长淳等人到朝鲜各地募捐，后在汉城遇到天道教人士尹益善。尹益善答应如果把学校交给天道教会经营就愿捐款资助。1926年，尹益善接任东兴中学校长。此后，他按朝鲜总督府的意愿开始亲日教学，解雇和开除参加革命活动的老师和同学，导致学生罢课示威，部分学生转学至大成中学。最终学校的经营权在1928年再次被转交给“学校创立者工会”。:175-179:615-616
1930年1月23日，东兴中学和龙井各学校师生为声援朝鲜光州学生反日斗争，在“东满青年总联盟”的领导下举行了大规模的示威游行。日本军警对游行示威进行了镇压，将50名学生逮捕押进日本总领事馆地下室。同年2月6日，东兴中学为解救被捕学生全体罢课举行示威。大成中学、光明女子中学等校的师生加入了声援队伍。同年5月30日，东兴和大成中学学生举行了纪念五卅惨案 五周年报告会，后分两路袭击龙井发电厂和“东洋拓殖会社”。此后，日本军警逮捕了大量学生。同年10月，东兴中学首次成立了中共地下党支部，崔虎林任书记。:179-181
1931年九一八事变后，东兴中学和其它学校一样受到日本人的控制。1934年，日本人强行将东兴、大成两校合并成“民成中学”，但由于两校师生一致反对，一年后又分成两校。1939年6月15日，满洲国教育部最终将东兴、大成两校再次合并，改名“龙井国民高等学校”。虽然校长仍由朝鲜人林启学继续担任，但新任副校长宇岛却掌握学校实权。教导主任也改为由日本人樋口但任。此外，学校还被安插了7名日本人教师。日本宪兵队密探金浩然也被以教员名义安插进来监视进步师生的活动。1941年7日13日，学校经营权被移交间岛省，改名为“间岛省立第二国民高等学校”。同年，学校改为全部使用日语教学，朝鲜语课程被取消，朝鲜地理被划入日本地理课讲授。1942年，梅泽庆三郎出任校长后，学校开始强化军事训练。:181-185
1945年8月19日，苏联红军进驻龙井后，东兴中学日本校长和教员纷纷逃回日本。东兴中学不久恢复了原校名，重新开学。1946年9月16日，东兴、大成、恩真、明信、永新、槿花六所中学被合并成为“吉林省立龙井中学”:185-186。1953年，原东兴校址独立为“延吉县第十二中学”，1958年9月成为设高中班的完全中学，1959年改名为“延吉县第三中学”，1983年改名目前的“龙井市第三中学”:246。

## 知名校友
- 李东光：中共南满临时特委书记，中共南满省委首任组织部长
- 朴凤南：中共绥宁中心县委组织部长，密山县委书记，密山抗日游击队主要创始人
- 曹基锡：中共东满特支宣传部长兼延吉区委书记